# Slingrighet
Slingrighet, tortuositet eller tortositet är det samma som slingrighetsfaktorn i marken, det vill säga ett mått på den omväg som vattnet tvingas ta i marken runt partiklar och dylikt. Slingrighetsfaktorn antas vara oberoende av markens vattenhalt och tension. Det finns fyra huvudsakliga definitioner för sligngrighet, geometrisk slingrighet, hydraulisk slingrighet, elektrisk slingrighet och diffusiv slingrighet. Den geometriska slingrigheten är alltid kortare än den elektriska och denna är alltid kortare än den hydrauliska. För en volym kan den geometriska slingrigheten definieras som kvoten mellan längden av vattnets genomsnittliga omväg och en ideell rak längd mellan start och slutpunkt. Alternativt kan den kortaste omvägen användas i stället för genomsnittliga omvägen i kvoten.